# SkyOS
SkyOS (Sky Operating System) — це більше не підтримуваний прототип комерційної пропрієтарної графічної операційної системи для настільних комп’ютерів, написаної для процесорів архітектури x86 . Його перша версія була випущена в 1997 році, а остання бета-версія була випущена в 2008 році.
Станом на 30 січня 2009 року розробка ОС була припинена, відновлення її розробки не планувалося. Проєкт мав невелику, але віддану спільноту шанувальників.
У серпні 2013 року розробник Роберт Селені оголосив про реліз публічної бета-версії на веб-сайті SkyOS. Це дозволяє публічним користувачам завантажувати лайв-сіді операційної системи SkyOS для тестування та, опціонально, встановлення системи.

## Історія
Розробка почалася в 1996 році, перша версія випущена в грудні 1997 року. До версії 4.x ОС була у вільному доступі. Починаючи з розробки бета-версії SkyOS 5 у 2003 році, користувачі повинні були платити 30 доларів США, щоб отримати доступ до бета-версій. SkyOS почала використовувати нову файлову систему SkyFS на основі OpenBFS у 2004 році, а її графічну підсистему було вдосконалено у 2006 році з підтримкою графічного композитингу, включаючи подвійну буферизацію та прозорість . Тоді ОС також перейшла на двійкові файли ELF. Остання бета-версія збірки 6947 була випущена в серпні 2008 року, після чого не було оновлення статусу протягом кількох місяців. Оскільки ОС була здебільшого розроблена однією людиною, Робертом Селені, додавати нові драйвери ставало дедалі складніше. Враховуючи відсутність розробки Роберта Сзелені, фахова преса вважала відкритий код найкращим варіантом для SkyOS. Хоча Селені намагався обійти відсутність драйверів, використовуючи нове ядро на основі Linux або NetBSD і повідомив про певний прогрес у цьому відношенні, розробка не відновилася. Веб-сайт SkyOS зник у 2013 році, а остаточна публічна збірка з серпня 2008 року була випущена безкоштовно незабаром після цього.

## Особливості

### Ядро
SkyOS — це Unix-подібна операційна система з монолітним ядром .  ОС підтримує профілі користувачів і симетричну багатопроцесорність.

### Графіка та GUI
SkyOS має інтегровану графічну підсистему з підтримкою композитингу стільниці, включаючи подвійну буферизацію та прозорість. Графічний інтерфейс SkyOS також дозволяє використовувати жести миші в системі. 

### SkyFS
SkyFS є форком файлової системи OpenBFS.
SkyOS також можна запускати з таких файлових систем:
- FAT32 / FAT16 / FAT12
- ISO 9660

### Швидкий пошук
SkyOS має можливість пошуку вмісту файлів у режимі реального часу за допомогою кількох ключових слів (подібно до Beagle у Linux або Spotlight у macOS ), включаючи індексування файлів і програм. 

## Портування програм
Більшість програм командного рядка, написаних для компіляції за допомогою GNU Toolchain, можна перенести на SkyOS з невеликими змінами або без них.
SkyOS містить кілька фреймворків для створення додатків (включаючи порт Mono). Перенесені програми включають Mozilla Firefox, Mozilla Thunderbird, Nvu,  GIMP і AbiWord. Існував також грошовий стимул для перенесення програм, оскільки спільнота SkyOS голосувала за бажані програми, а потім підтримувала розробників пожертвами.

## Рецепція
Незважаючи на те, що SkyOS містить багато цікавих функцій, обмежена підтримка додатків і апаратного забезпечення є одними з її недоліків (наприклад, лише кілька графічних карт дозволяють 2D-прискорення). Над оновленнями ядра та драйверів працював виключно Селені, і через це він не міг встигати за підтримкою нових пристроїв. Це було однією з причин завершення розробки цього проекту. Зрештою, ОС не змогла вийти за межі невеликої, хоча й відданої спільноти користувачів. Окрім короткого раннього періоду відкритого вихідного коду, ОС мала пропрієтарну ліцензію з комерційною моделлю на основі платного бета-тестування. Це призвело до певних суперечок, оскільки розробників SkyOS звинуватили в несанкціонованому використанні програмного забезпечення з відкритим кодом. Жодних доказів будь-яких протиправних дій не було надано, але публічний імідж ОС був заплямований.

## Дивіться також
- Список операційних систем

## Зовнішні посилання
- SkyOS.org — Домашня сторінка SkyOS
- SkyOS.at — Домашня сторінка SkyOS (альтернативна адреса)
- TechIMO — Інтерв’ю з розробниками SkyOS
- Slashdot — огляд бета-версії SkyOS 5.0
- Slashdot — Thunderbird і Firefox перенесено на SkyOS
- OSNews.com — SkyOS, 7-ма бета-версія та Роберт Селені
- Архів SkyOS і завантаження